# 東川線
東川線 (とうせんせん、中国語: 东川铁路) とは中国雲南省の全長97kmの鉄道路線。単線・非電化。小新街駅にて滬昆線（貴昆線）と接続する。

## 概要
- 1958年8月、塘子駅から浪田壩駅の全長97.6 kmを着工したが、地質の悪さや洪水等により工事は難航し、全通は1966年10月まで遅延した。
- 1998年、東川駅・浪田壩駅間を廃止。
- 2007年の滬昆線の複線化の際に、小新街駅と照福舗駅間の曲湾部を短絡したため、この2駅の間にある崔家庄駅は廃止され、元の起点駅である塘子駅は東川線の中途駅となった。